# Corydoras ehrhardti
 Corydoras ehrhardti és una espècie de peix de la família dels cal·líctids i de l'ordre dels siluriformes
que es troba a Sud-amèrica: rius costaners de Santa Catarina i conques dels rius Iguaçú i Paranà al Brasil. Els mascles poden assolir els 4,1 cm de longitud total.